# Ночное кормление
«Ночное кормление» (фин. Yösyöttö, англ. Man and a baby) — кинокомедия 2017 года финского режиссёра Марьи Пююккё. Победитель Nordic International Film Festival (2017).

## История
Фильм снят по мотивам одноименного романа финской писательницы Эве Хиетамиес «Yösyöttö» (2010).
6 октября 2017 года состоялся премьерный показ кинокомедии в Финляндии. Картина, однако, не будет демонстрироваться в кинотеатрах крупной финской сети Finnkino, так как продюсерская компания Solar Films и дистрибьютор Nordisk Film не смогли договориться с Finnkino o распределении доходов с продажи билетов.

## В ролях
| Актёр             | Роль          |
| ----------------- | ------------- |
| Сумманен, Петтери | Антти Пасанен |
| Тапанинен, Улла   |               |
| Лаури, Ханнеле    |               |
| Саарела, Нико     |               |
| Катая, Риа        |               |
| Пихла Вийтала     |               |
| Муйе, Юха         |               |
| Тилканен, Лаури   |               |
| Майяла, Марьяана  |               |
| Сало, Марья       |               |